# Bohumín vasútállomás
Bohumín vasútállomás egy csehországi vasútállomás, Bohumín városban, a központtól északnyugatra.

## Nemzetközi vonatok
| Járat                                   | Útvonal | Gyakoriság |
| --------------------------------------- | --- | ---------- |
| Báthory EuroCity                        | Budapest-Nyugati – Vác – Nagymaros-Visegrád – Szob – Štúrovo – Nové Zámky – Bratislava hl.st. – Kúty – Břeclav – Hodonín – Staré Město – Otrokovice – Přerov – Hranice – Ostrava-Svinov – Ostrava hl.n. – Bohumín – Chałupki – Wodzisław Śląski – Rybnik – Tychy – Katowice – Sosnowiec Główny – Dąbrowa Górnicza – Zawiercie – Włoszczowa Północ – Opoczno Południe – Warszawa Zachodnia – Warszawa Centralna – Warszawa Wschodnia | Napi 1 pár |
| Sobieski EuroCity                       | Gdynia Główna – Sopot – Gdańsk-Oliwa – Gdańsk Wrzeszcz – Gdańsk Główny – Tczew – Malbork – Iława Główna – Działdowo – Warszawa Wschodnia – Warszawa Centralna – Warszawa Zachodnia – Zawiercie – Dąbrowa Górnicza – Sosnowiec Główny – Katowice – Tychy – Pszczyna – Zebrzydowice – Bohumín – Ostrava hl.n. – Ostrava-Svinov – Hranice na Moravě – Přerov – Otrokovice – Staré Město u Uherského Hradiště – Hodonín – Břeclav – Wien Hbf | Napi 1 pár |
| Polonia EuroCity                        | Warszawa Wschodnia – Warszawa Centralna – Warszawa Zachodnia – Zawiercie – Dąbrowa Górnicza – Sosnowiec Główny – Katowice – Tychy – Pszczyna – Zebrzydowice – Bohumín – Ostrava hl.n. – Ostrava-Svinov – Hranice na Moravě – Přerov – Otrokovice – Staré Město u Uherského Hradiště – Hodonín – Břeclav – Wien Hbf | Napi 1 pár |
| Cracovia EuroCity                       | Kraków Główny – Oświęcim – Brzeszcze Jawiszowice – Czechowice-Dziedzice – Bohumín – Ostrava hl.n. – Ostrava-Svinov – Hranice na Moravě – Olomouc hl.n. – Zábřeh na Moravě – Česká Třebová – Ústí nad Orlicí město – Pardubice hl.n. – Kolín – Praha-Libeň – Praha hl.n. | Napi 1 pár |
| Praha EuroCity Porta Moravica InterCity | Warszawa Wschodnia – Warszawa Centralna – Warszawa Zachodnia – Opoczno Poludniowe – Zawiercie – Dąbrowa Górnicza – Sosnowiec Główny – Katowice – Tychy – Rybnik – Wodzisław Śląski – Chałupki – Bohumín – Ostrava hl.n. – Ostrava-Svinov – Hranice na Moravě – Olomouc hl.n. – Zábřeh na Moravě – Česká Třebová – Ústí nad Orlicí město – Pardubice hl.n. – Kolín – Praha-Libeň – Praha hl.n. | Napi 2 pár |
| Chopin/Slovakia EuroNight               | Warszawa Wschodnia – Warszawa Centralna – Warszawa Zachodnia – Kraków Główny – Oświęcim – Brzeszcze Jawiszowice – Czechowice-Dziedzice – Zebrzydowice – Bohumín – Ostrava hl.n. – Ostrava-Svinov – Olomouc hl.n. – Česká Třebová – Pardubice hl.n. (← Kolín) – Praha hl.n. | Napi 1 pár |
| Bohemia és Slovakia EuroNight           | Praha hl.n. – (Kolín →) Pardubice hl.n. – Česká Třebová – Olomouc hl.n. (← Hranice na Moravě ← Suchdol nad Odrou ← Studénka) – Ostrava-Svinov – Ostrava hl.n. – Bohumín – Karviná hl.n. – Český Těšín – Třinec – Žilina (Zsolna) – Vrútky (Ruttka) – Kraľovany (Kralován) – Ružomberok (Rózsahegy) – Liptovský Mikuláš (Liptószentmiklós) – Štrba (Csorba) – Poprad-Tatry (Poprád) – Spišská Nová Ves (Igló) – Margecany (Margitfalva) – Kysak (Sároskőszeg) – Košice (Kassa) – (Trebišov (Tőketerebes) – Bánovce nad Ondavou (Bánóc) – Michalovce (Nagymihály) – Strážske (Őrmező) – Humenné (Homonna)) | Napi 2 pár |
| Metropol EuroNight / nightjet           | Budapest-Nyugati – Vác – Štúrovo – Nové Zámky – Bratislava hl.st. – Kúty – Břeclav (közvetlen kocsik Wien Hauptbahnhof felől és Praha hl.n. felé) – Ostrava-Svinov – Ostrava hl.n. – Bohumín (közvetlen kocsik Kraków Główny felé) – Chałupki – Racibórz – Kędzierzyn-Koźle – Opole Główne – Wrocław Główny – Głogów – Zielona Góra – Rzepin – Frankfurt (Oder) – Berlin Ostbahnhof – Berlin Hauptbahnhof – Berlin-Charlottenburg | Napi 1 pár |

## Szomszédos állomások
A vasútállomáshoz az alábbi állomások vannak a legközelebb:
- Ostrava hlavní nádraží
- Lutynia Dolna
- Chałupki (Lengyelország)

## Galéria

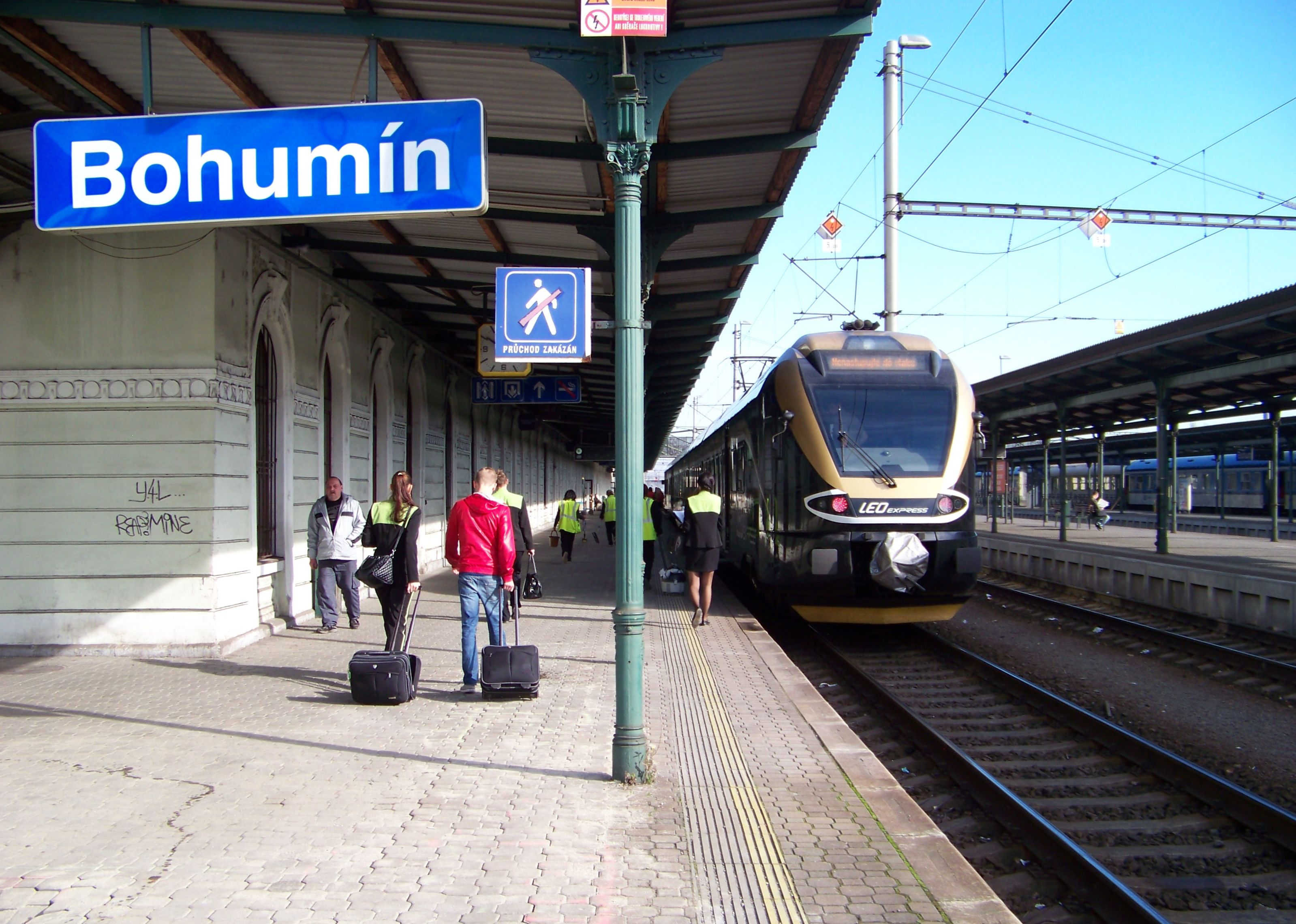
Egy vonat az állomáson
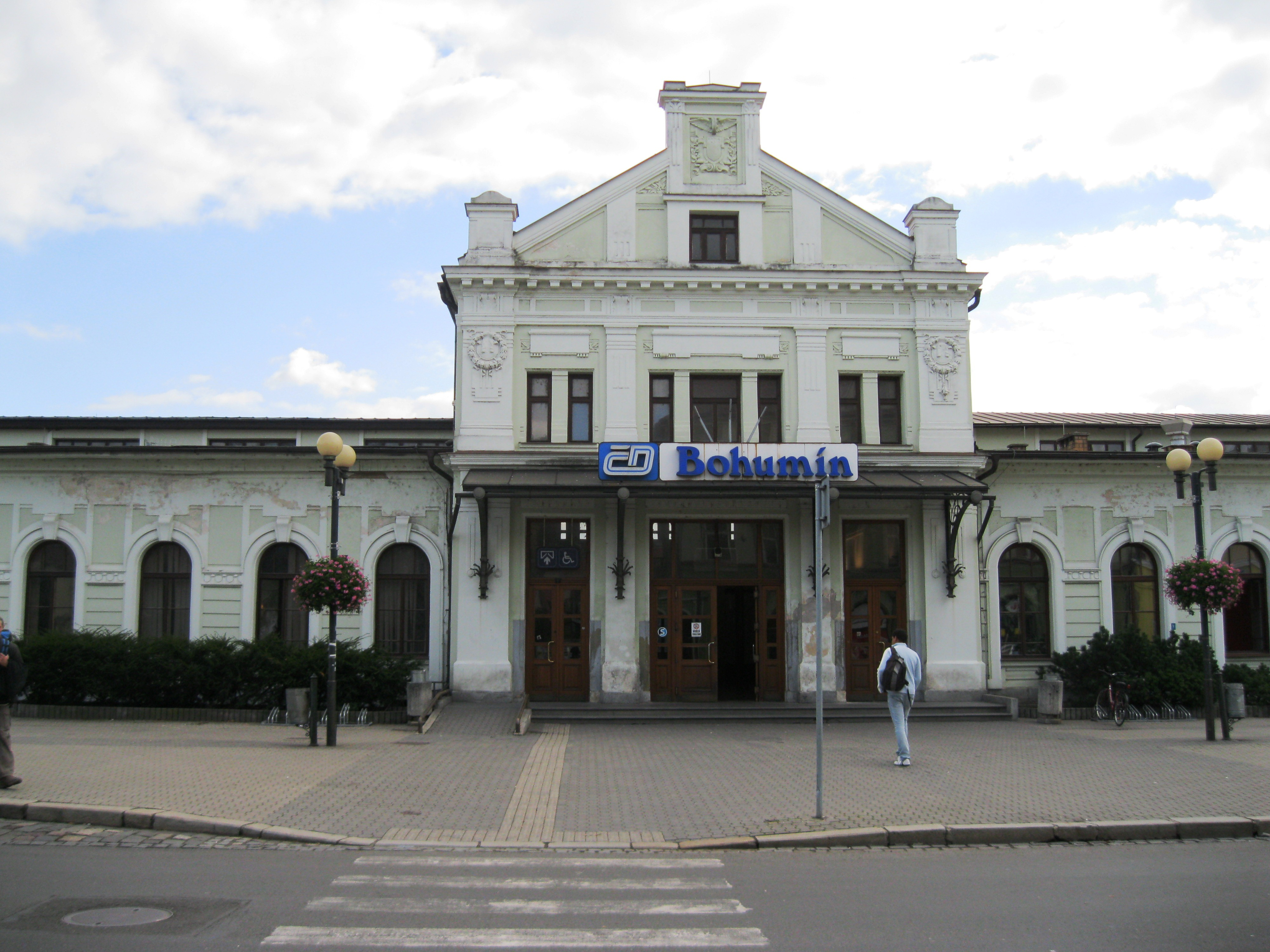
Az állomás kívülről
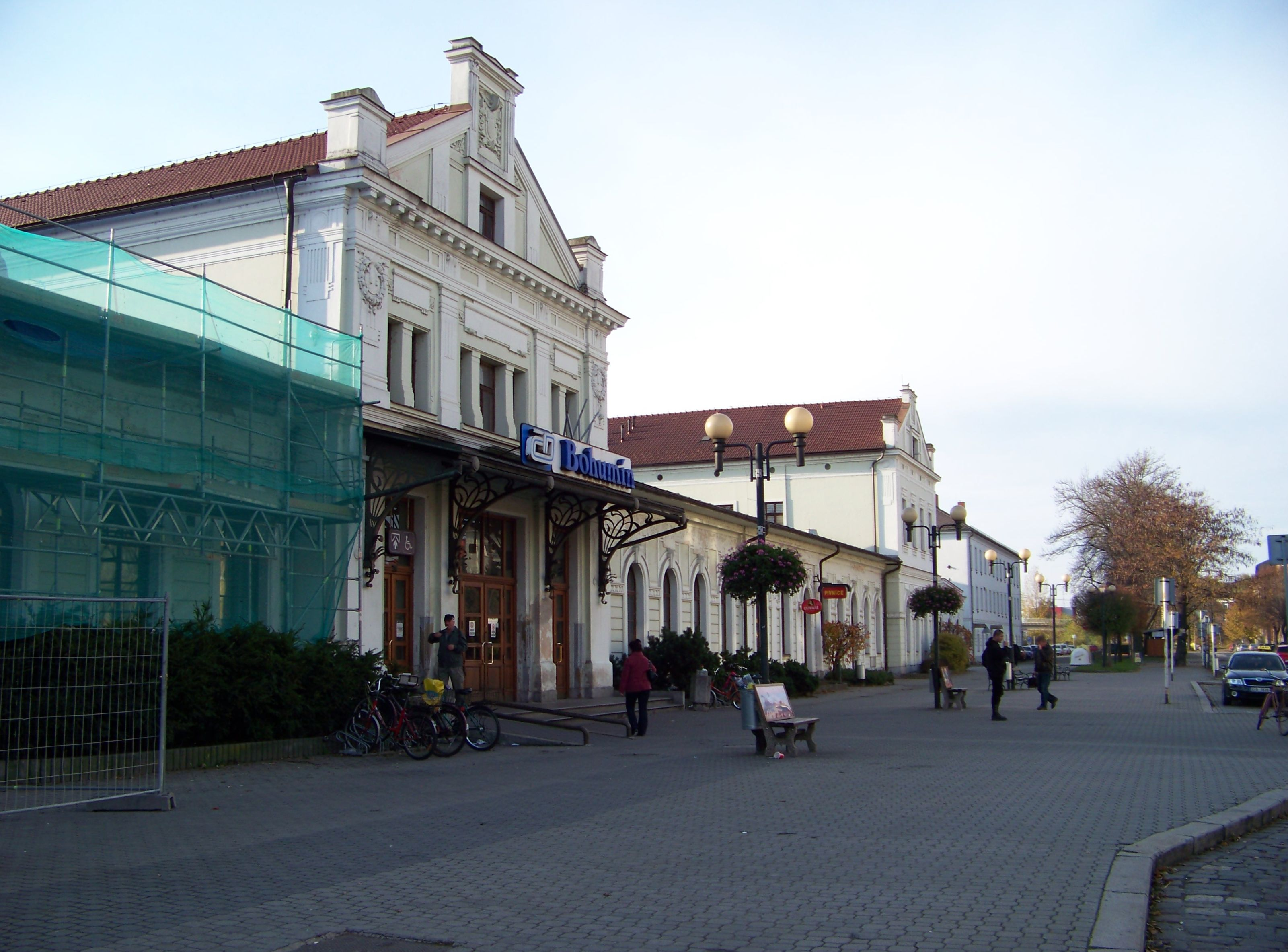
Az állomás kívülről
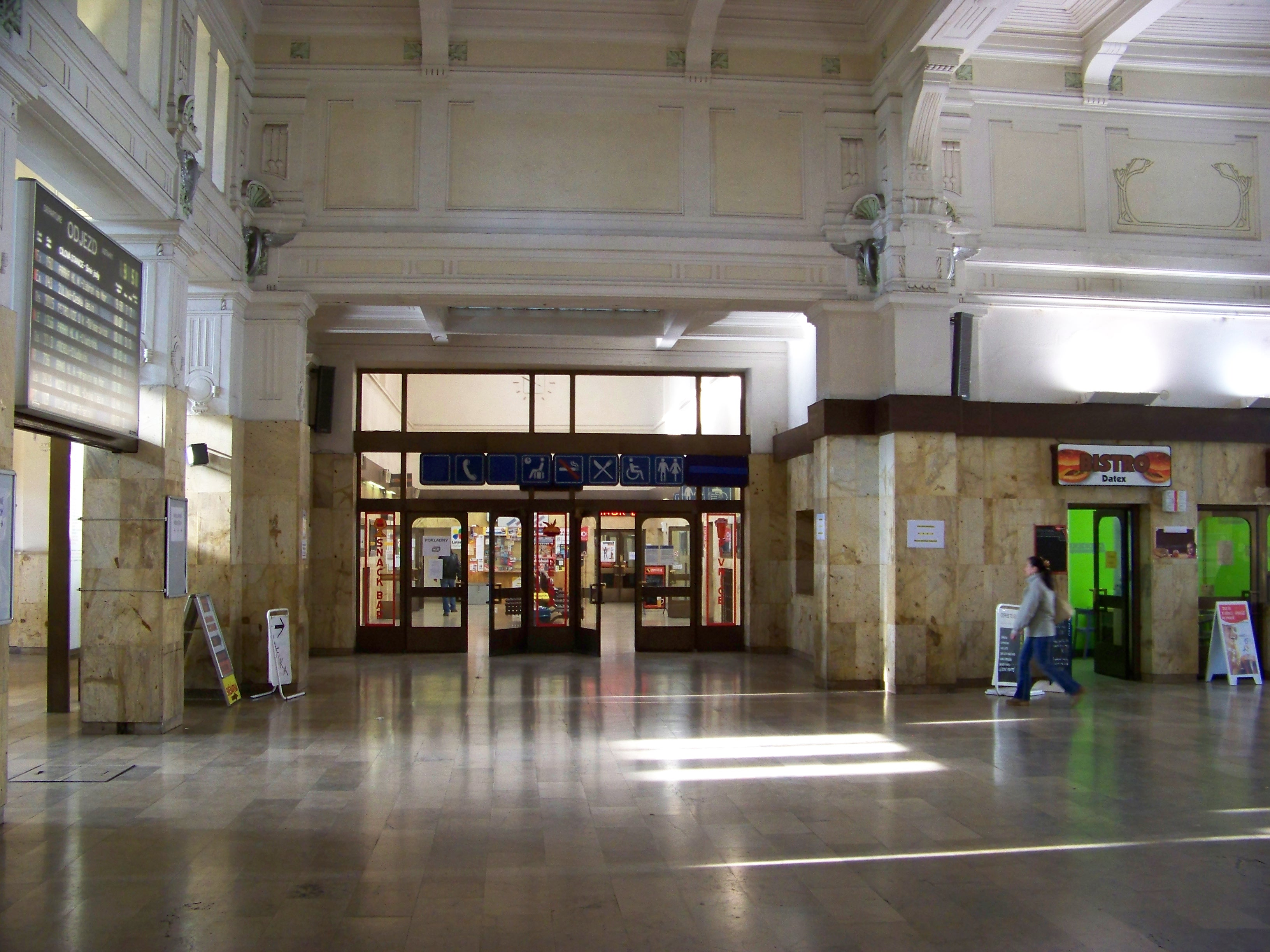
Az állomás belülről

## Fordítás
- Ez a szócikk részben vagy egészben  a   Bohumín (nádraží) című cseh Wikipédia-szócikk fordításán alapul.  Az eredeti cikk szerkesztőit annak laptörténete sorolja fel. Ez a jelzés csupán a megfogalmazás eredetét és a szerzői jogokat jelzi, nem szolgál a cikkben szereplő információk forrásmegjelöléseként.